# Pod suspendat (pe cabluri)

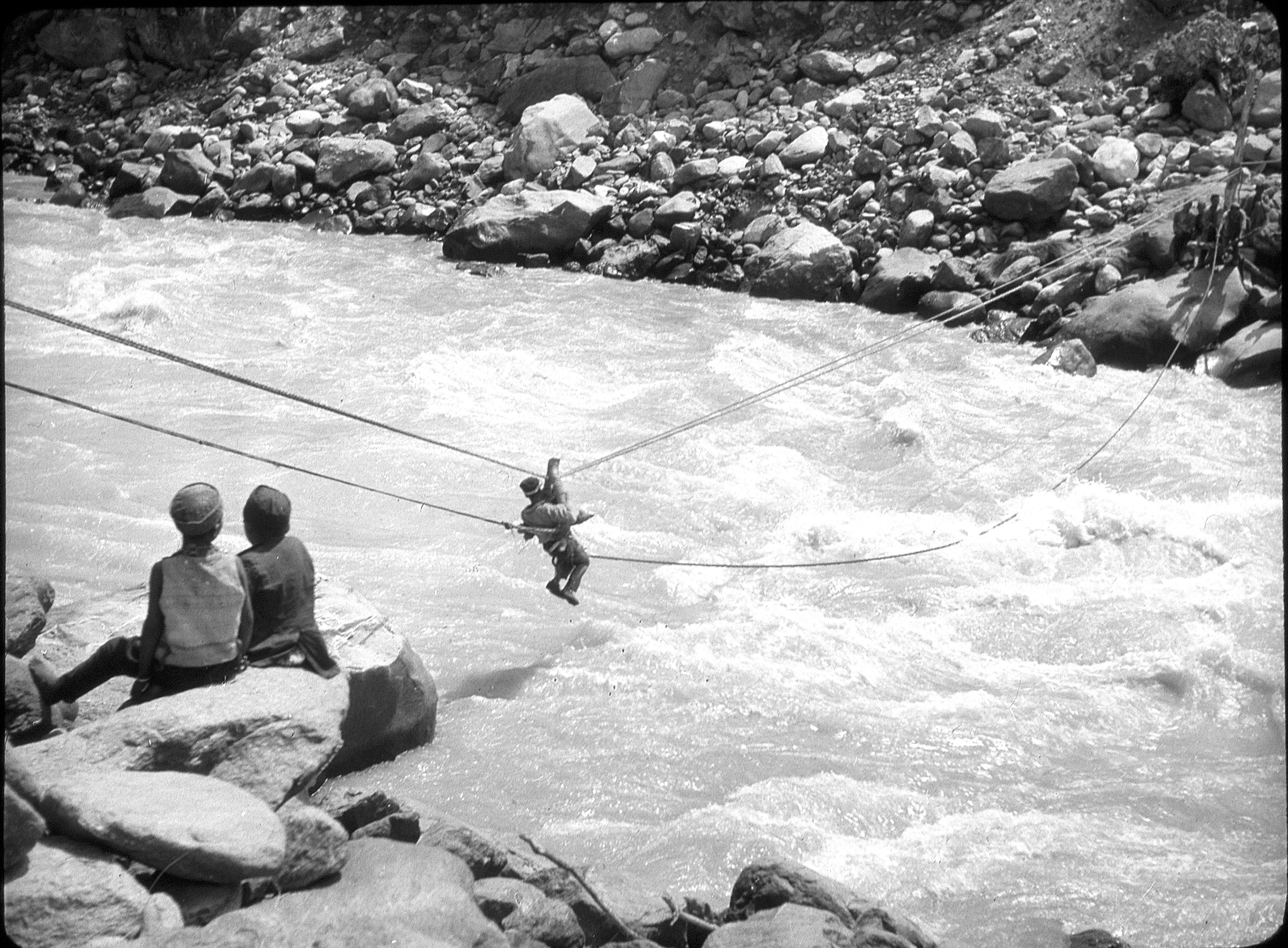
Pod de frânghii în Nepal (1936)

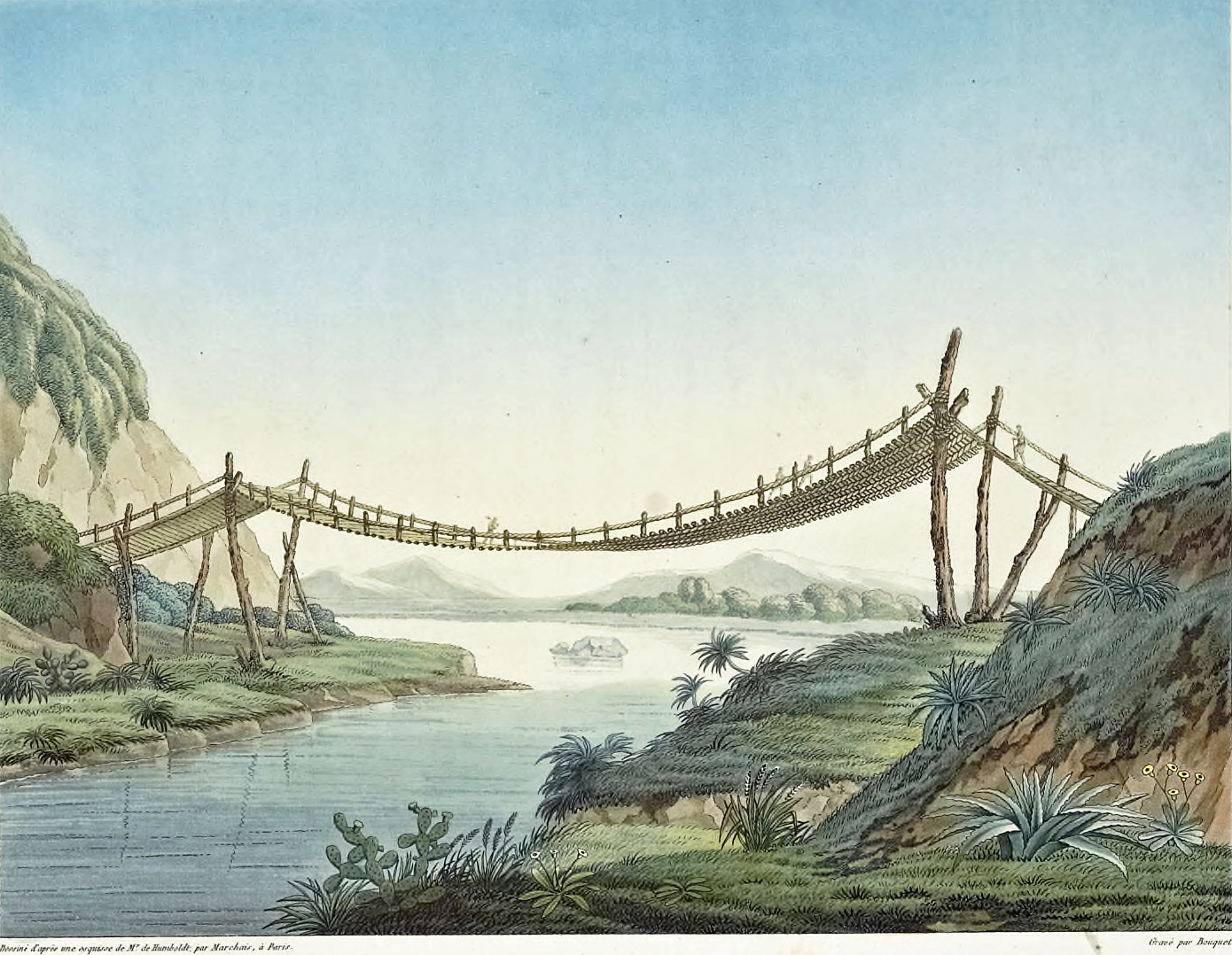
Pod de frânghii din Penipé, Alexander von Humboldt, planșă din cartea Vedere spre Cordilieri și monumentele popoarelor indigene din America (1816)

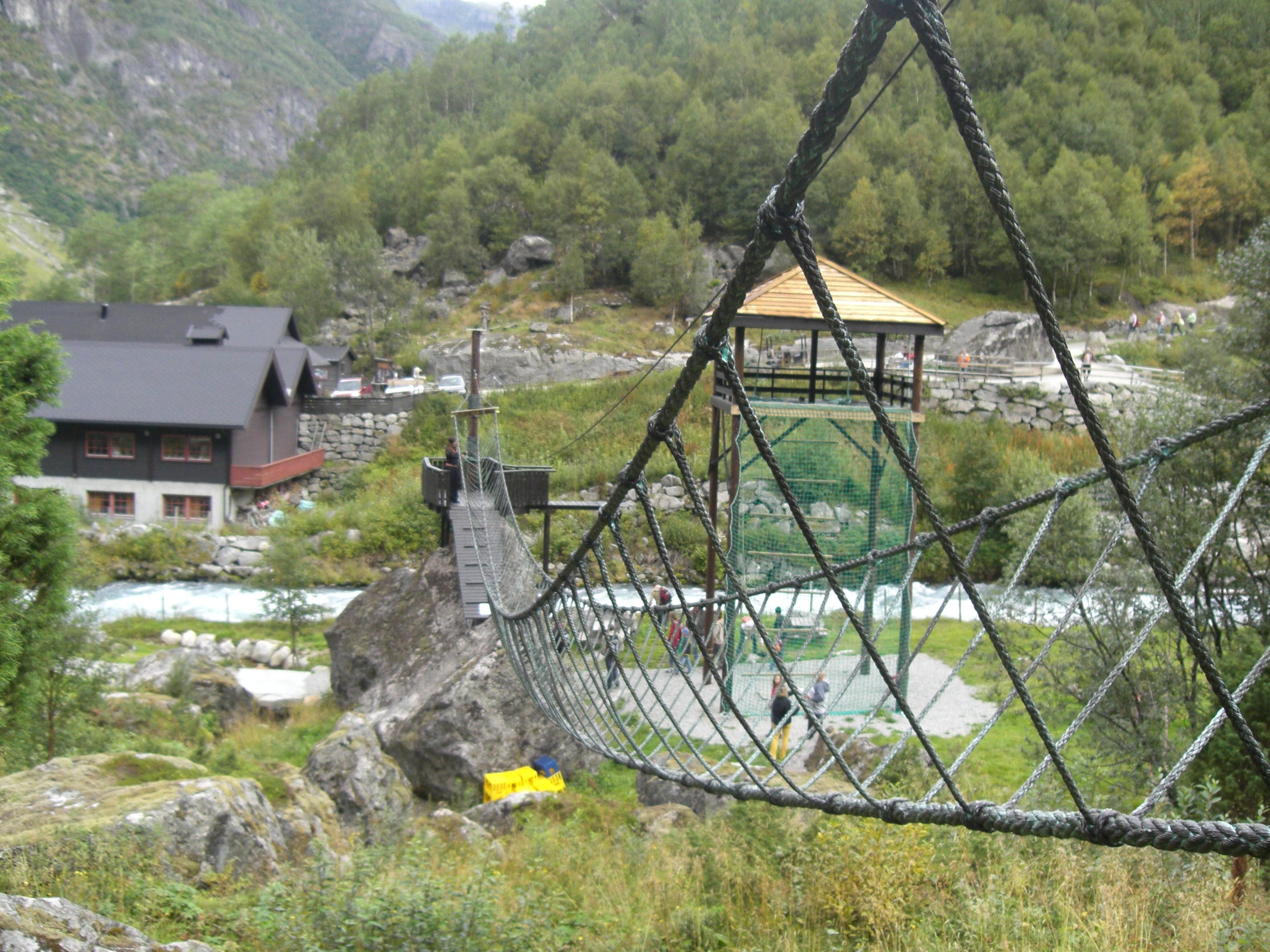
Pod de frânghii cu balustradă rudimentară din coardă, în apropiere de ghețarul Briksdalsbreen din Norvegia

Un pod suspendat pe cabluri, pod de frânghii sau corzi, este o formă specială de pod suspendat, realizat din frânghii din fibre naturale, fibre sintetice sau cabluri de oțel, care este construit fără pilonii obișnuiți.
Podurile de corzi sunt cea mai veche formă de poduri suspendate, realizate inițial în întregime din frânghii. Au fost utilizate pe scară largă în civilizația care construise o întreagă rețea de acest tip de poduri.

## Construcție

### Corzi simple
Cel mai simplu pod de frânghie este o frânghie, atârnată peste un curs de apă sau vale îngustă, capetele fiind prinse de câte un suport. De această frânghie-susținătoare era atârnat un suport în formă de colac, ce aluneca de-a lungul frânghiei de la un mal la celălalt și era petrecut pe sub brațele „pasagerului”. Alte două frânghii erau legate de brâul celui transportat, una având capătul pe malul opus pentru ca pasagerul să fie tras, iar cealaltă frânghie rămânea pe mal pentru transportul în sens invers.
În sportul relativ nou numit slacklining, se folosește o bandă lată (2-5 cm) în locul unei frânghii.

### Corzi duble, una deasupra celeilalte
Coarda inferioară este coarda portantă, cea superioară coarda de susținere. O astfel de construcție poate fi utilizată numai pe distanțe scurte sau cu tensiune foarte mare a coardei. Pe distanțe mai mari, cele două corzi se răsucesc încât funcțiile lor diferite, nu mai sunt garantate. De obicei se folosesc cabluri de oțel pentru astfel de poduri.

### Corzi duble, alăturate
De obicei, pentru acest sistem sunt utilizate cabluri de oțel. Dacă cele două frânghii sunt legate prin fuștei de lemn sau o placă continuă din lemn, construcția devine mai stabilă cu o tensiune corespunzător ridicată a coardelor, cel puțin atât timp cât se folosește linia de mijloc pentru mers. De îndată ce nu se mai calcă pe linia axului, construcția începe să se răsucească, ieșind din echilibru.

### Trei corzi, în formă V
Această construcție este, de asemenea, cunoscută sub numele de Pod de Nepal și este adesea construită pe deschideri mari în țările în curs de dezvoltare, pentru a traversa chei și râuri. Frânghia inferioară este cea de susținere, celelalte două frânghii superioare servesc drept legătură. Frânghiile de pe laturi sunt legate de cealaltă de jos într-un mod stabilizator, astfel încât balansurile și răsucirea să fie puternic amortizate.

## Trivia
Există unele curiozități în legătură cu denumirea acestor poduri în diferite limbi. 
În franceză, acest tip de pod își datorează numele faptului că natura flexibilă a sa, poate îngreuna traversarea, mai ales pe vreme de vânt iar deoarece pietonul nu are suporți stabili pe care să meargă, trebuie să aibă o anumită agilitate comparabilă cu cea a unei maimuțe pentru a trece cu ușurință podul, de aceea îl denumesc podul maimuțelor (pont de singe). Italienii îi spun pur și simplu pod tibetan (Ponte tibetano).

## Exemple de poduri pe cabluri
Cel mai lung pod pietonal suspendat din lume, a fost inaugurat la 2 mai 2021 în Aroucaaflat în nordul Portugaliei. Cu o lungime de 516 m, podul 516 Arouca a surclasat podul Charles Kuonen din Elveția (494 m).
La 13 mai 1922, podul Sky Bridge 721 aflat în Dolní Morava din Republica Cehă, a ajuns pe primul loc din lume cu lungimea sa de 721 m. 

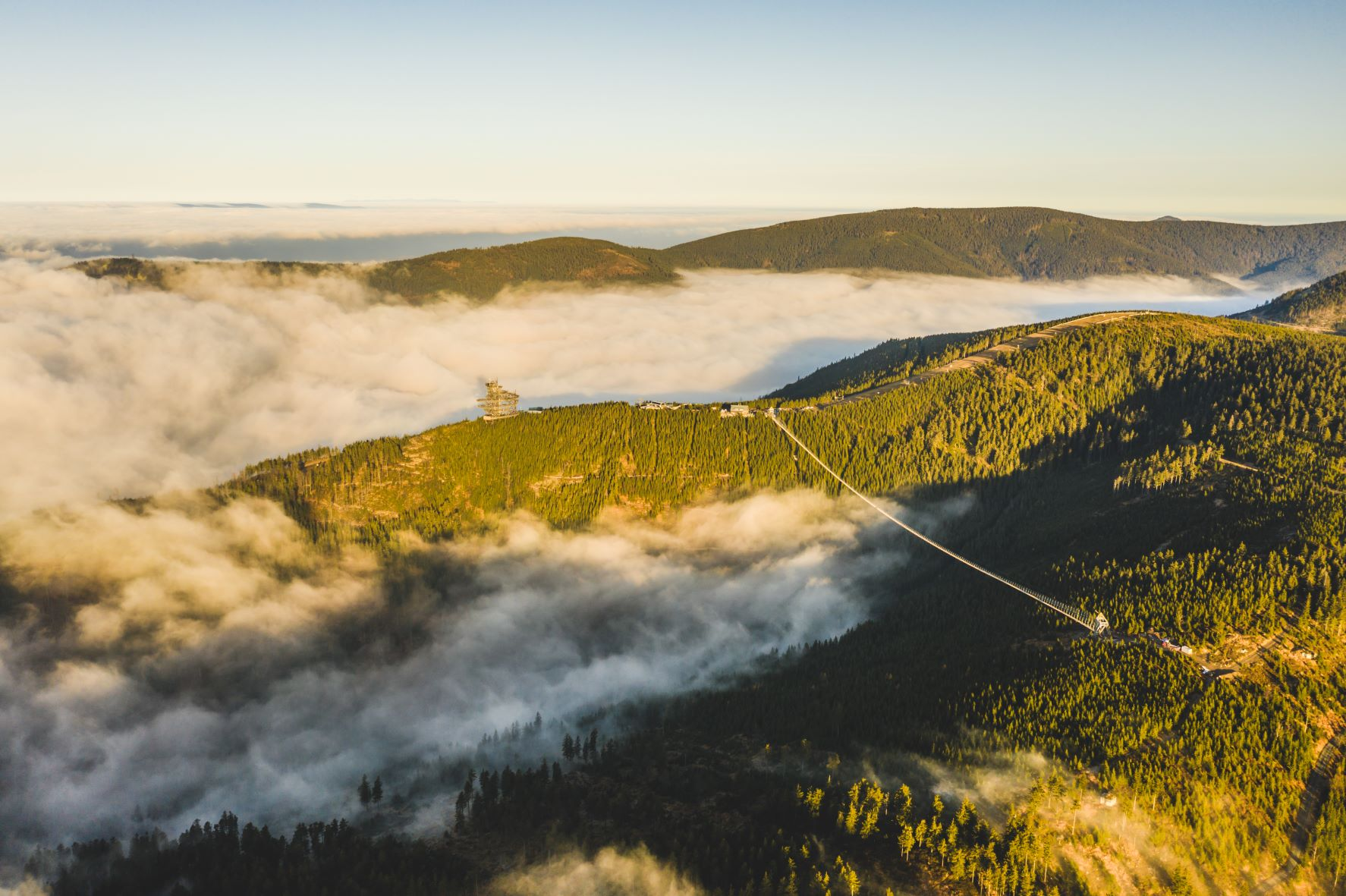
Podul pietonal suspendat Sky Bridge 721 aflat în Cehia (2022)
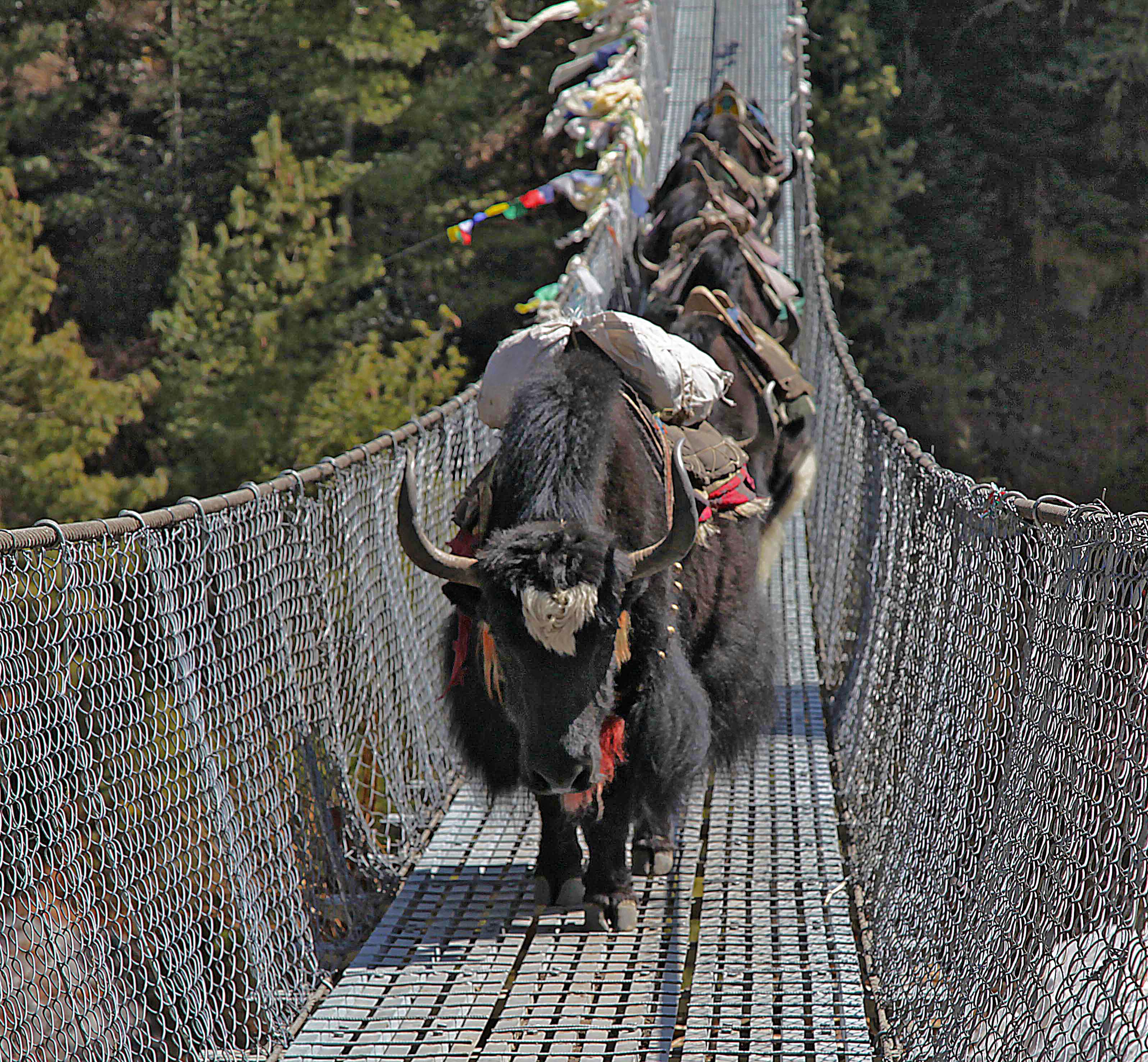
Iaci pe un pod de cabluri în Nepal
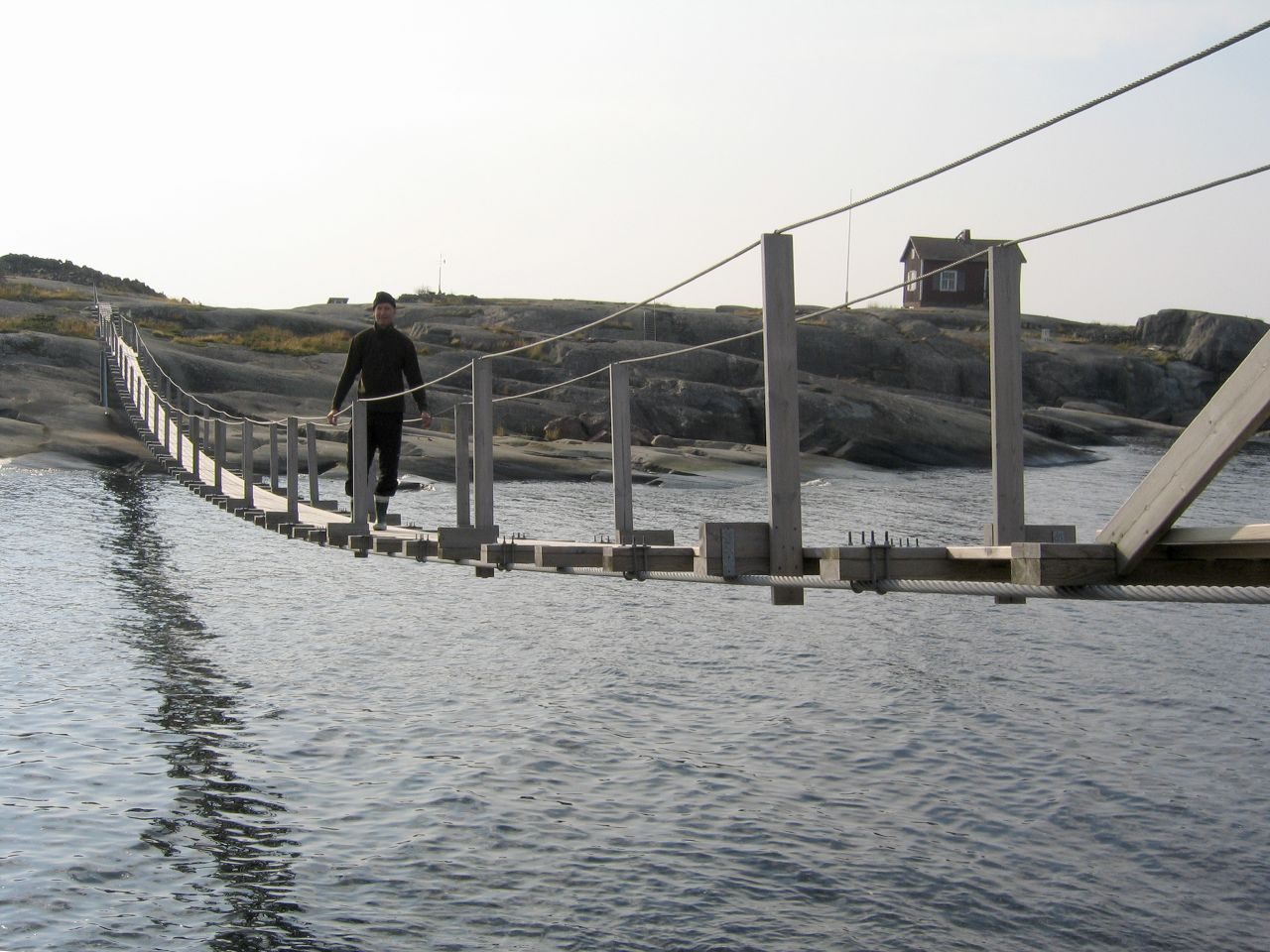
Pod în Söderskär, Finlanda
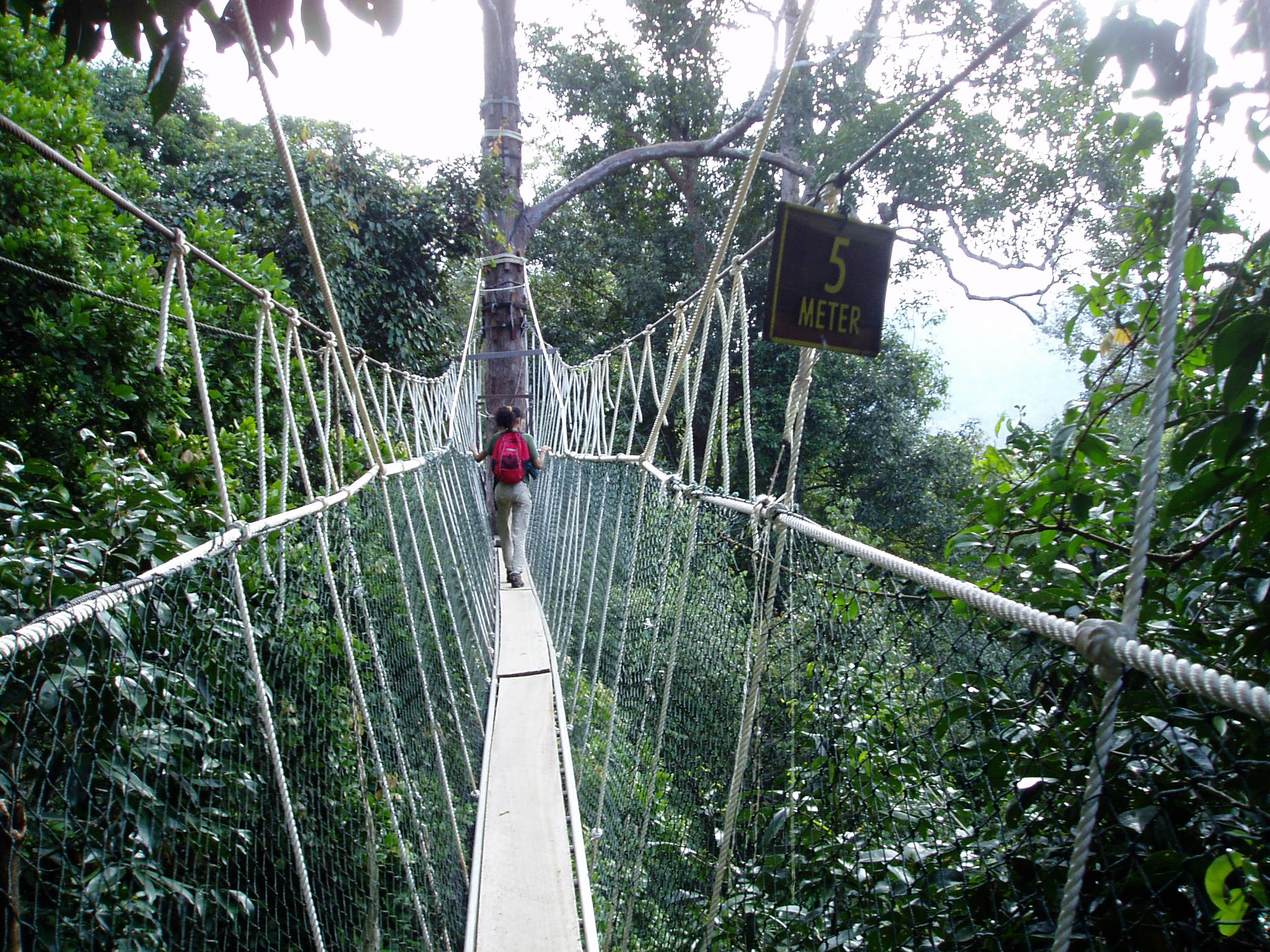
Pod pe cabluri în Malaysia
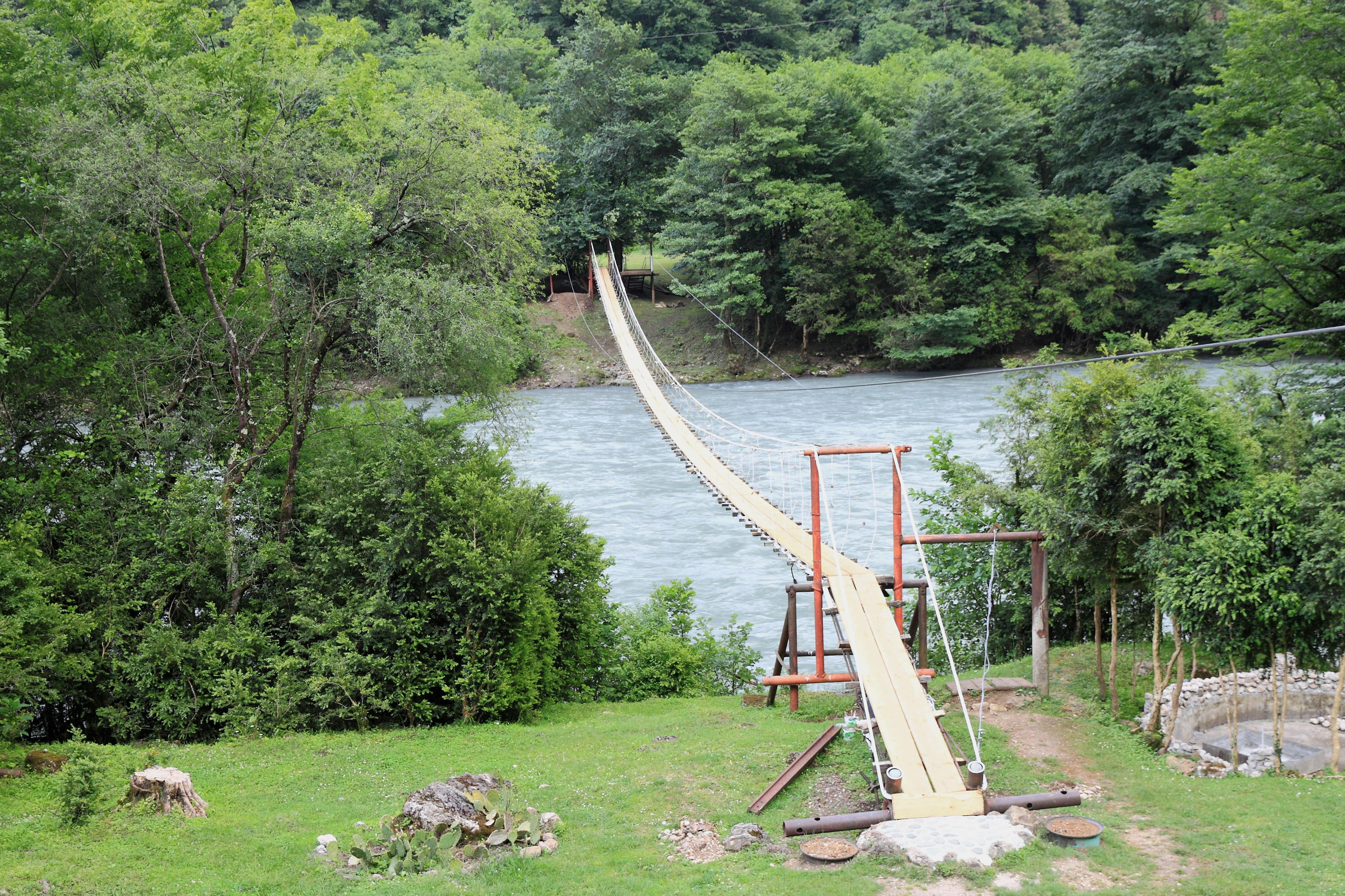
Pod peste Bzîb în Abhazia
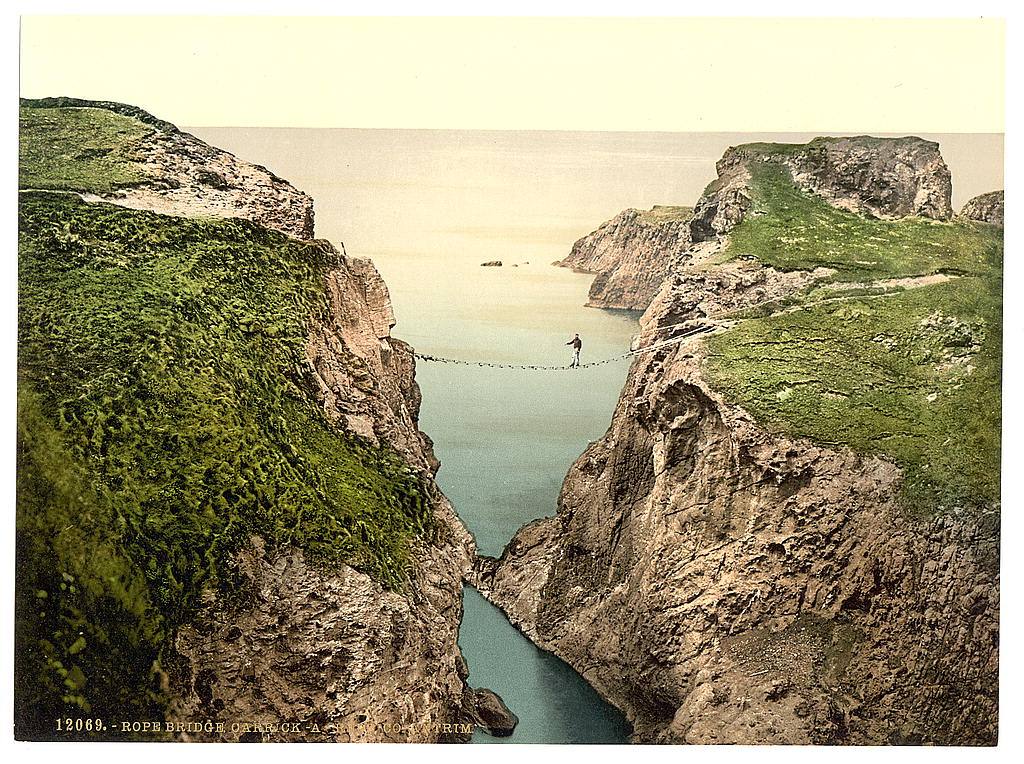
Pod pe insula Carrick-a-Rede, Irlanda de Nord
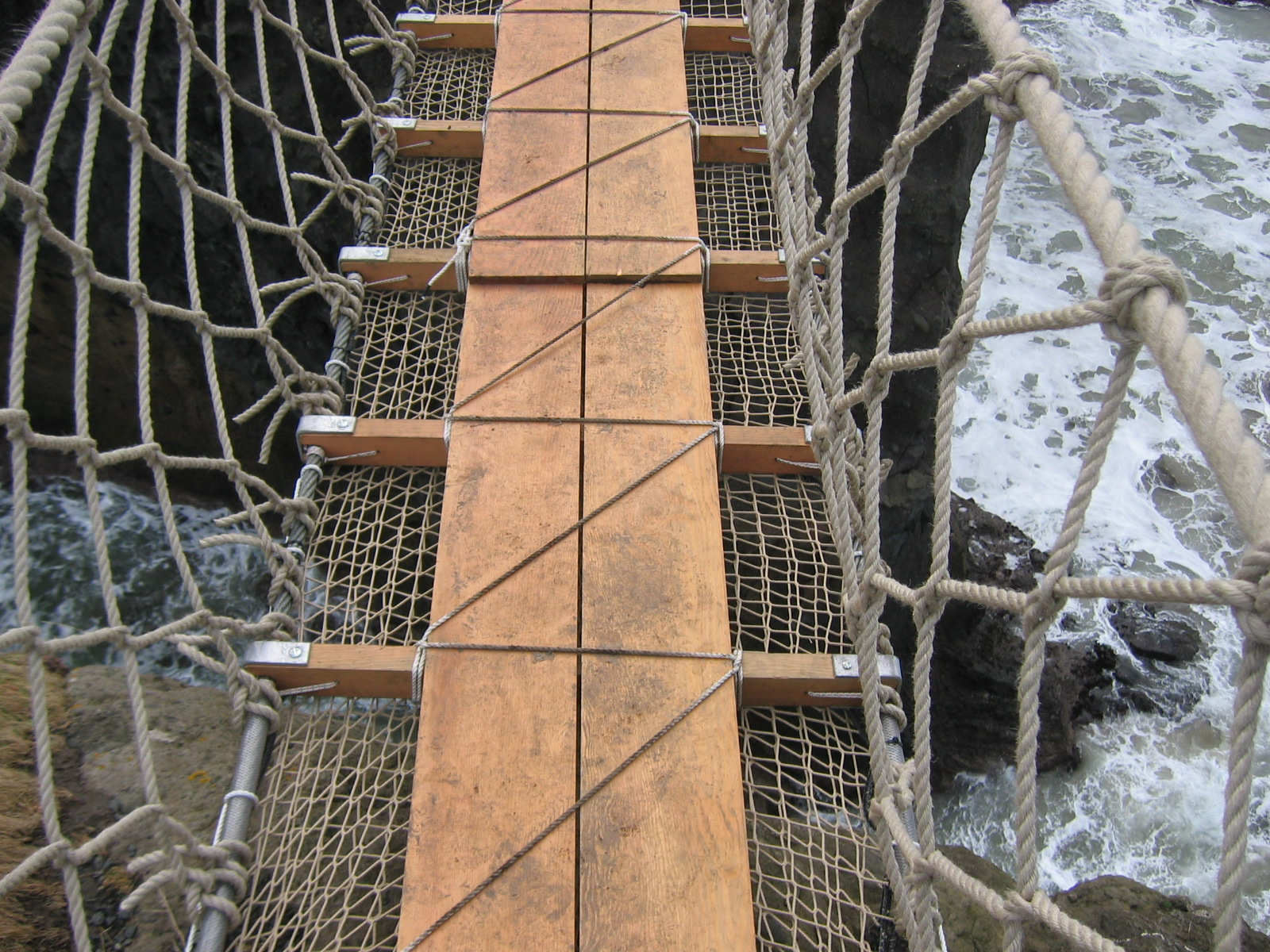
Structura unui pod din Carrick-a-Rede
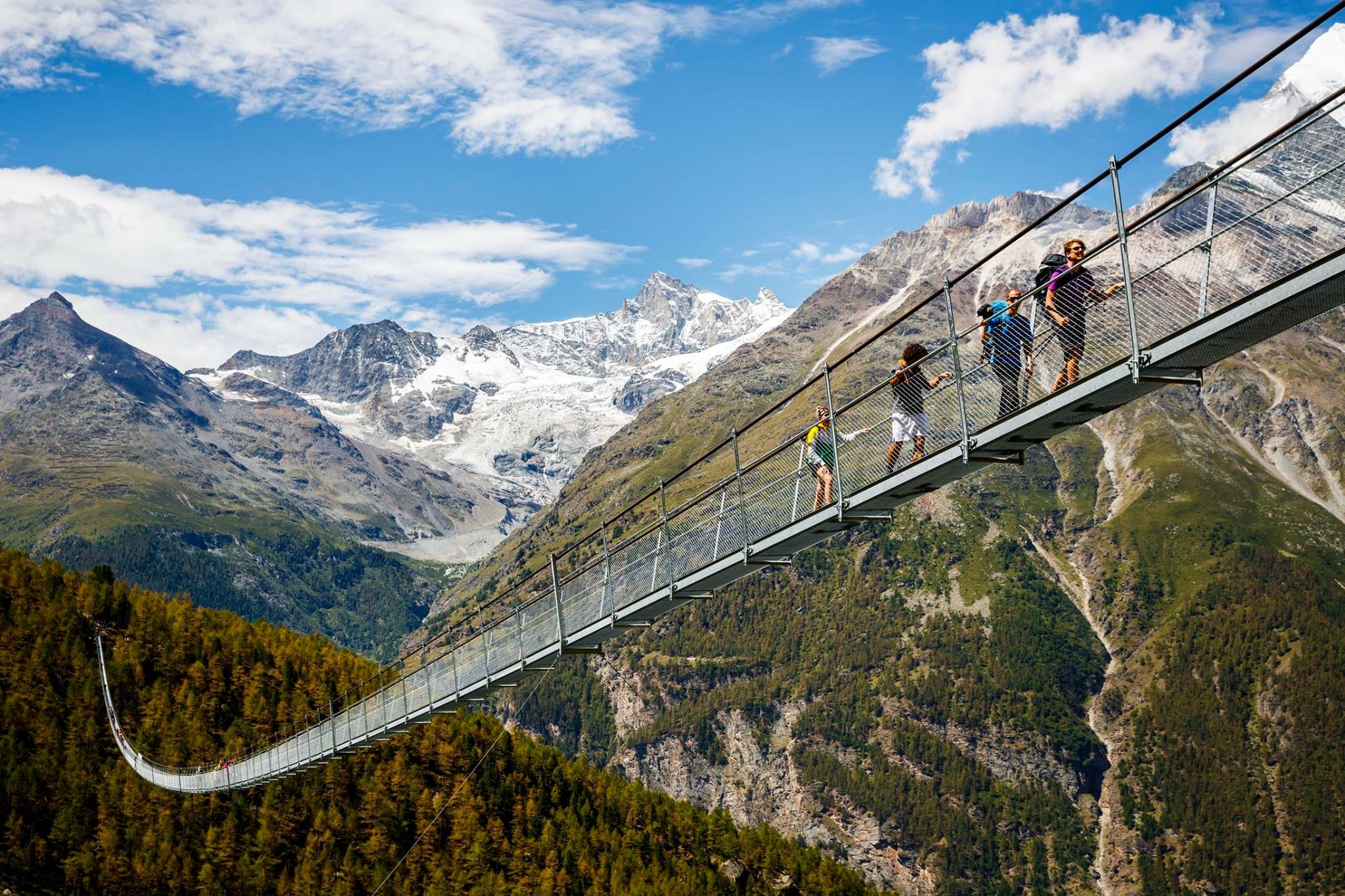
Podul suspendat pe cabluri Charles Kuonen din Elveția (494 m)